# Panorama City (Bratislava)
Panorama City je administrativně-bytový komplex v Bratislavě na Starém Městě. Zahrnuje dvě hlavní věže s trojúhelníkovým půdorysem o 33 patrech a výškách 108 metrů. Nachází se zde 606 bytů a součástí projektu jsou také kancelářské prostory. Projekt navhrl španělský architekt Ricardo Bofill, věže původně měly být vyšší. Investorem je firma J&T Real Estate, a.s. Stavba byla zahájena v roce 2013 a kolaudace proběhla v roce 2016.